# Marcus Aemilius Lepidus (Konsul 6)
Marcus Aemilius Lepidus († um 36) war ein römischer Politiker und Senator. 
Lepidus war ein Sohn des Paullus Aemilius Lepidus, Konsul im Jahr 34 v. Chr. Seine Karriere lässt sich seit seinem Konsulat im Jahr 6 n. Chr. verfolgen. Zunächst war Lepidus mit militärischen Aufgaben betraut. Im Jahr 8 n. Chr. wurde er von Tiberius zum Oberbefehlshaber über die Truppen ernannt, die nach dem Pannonienfeldzug im Winterlager standen. Im folgenden Jahr kommandierte Lepidus einen Teil der Truppen des Tiberius. Seine erfolgreiche Tätigkeit wurde mit den ornamenta triumphalia belohnt. Während dieser Zeit führte Lepidus den Titel legatus Illyrici Inferioris. Als Legat war Lepidus seit 14 in Hispania citerior. Die Dauer der Legatur ist nicht bekannt. Vielleicht war er schon im Jahr 17 wieder in Rom, spätestens aber im Jahr 26. In diesem Jahr wurde Lepidus Prokonsul von Asia (bis 28). Im Jahr 22 ließ er auf eigene Kosten die Basilica Aemilia restaurieren.
Seine Tochter Aemilia Lepida war Gattin des Drusus Caesar. Sein Sohn Marcus Aemilius Lepidus war zeitweise der engste Freund Caligulas und mit dessen Schwester Drusilla verheiratet. 